# Caritas Jérusalem
Caritas Jérusalem (en arabe : مؤسسة كاريتاس القدس, en hébreu : קריטס ירושלים) est une organisation caritative catholique basée à Jérusalem et active principalement dans les territoires palestiniens. Elle a été établie en 1967 et est le bras social officiel de l'Église catholique en Palestine et en Israël. L'organisation fait référence aux territoires dans lesquels elle travaille comme la « Terre Sainte ».
Caritas Jérusalem met en œuvre des services d'aide sociale et fournit de l'aide humanitaire. Elle est membre de Caritas Internationalis et de Caritas MONA (en). Comme toutes les Caritas, elle met en œuvre la doctrine sociale de l'Église catholique.

## Historique
Caritas Jérusalem a été fondée en 1967 après la Guerre des Six Jours pour coordonner les efforts de secours catholiques,. 
En 2022, les activités de Caritas Jérusalem comprenaient la rénovation de maisons, la distribution de kits alimentaires, des activités d'intégration pour les personnes handicapées, des activités d'intégration sur le marché du travail pour les femmes et les jeunes, des activités de soins de santé et de promotion de la santé, ainsi que d'autres formes de soutien aux groupes vulnérables. Ces activités se sont déroulées en Cisjordanie, Gaza et Jérusalem-Est.
Pendant la Crise humanitaire à Gaza en 2023, Caritas Jérusalem a mis en place une clinique temporaire dans le nord du territoire en février 2024 et huit cliniques mobiles pour les personnes déplacées à Rafah. Un technicien de laboratoire et un pharmacien travaillant pour Caritas Jérusalem ont été tués lors de bombardements en octobre et en novembre 2023,,.

## Gouvernance

### Présidents
- autour de 2006: Michel Sabbah[10]
- autour de 2010: Fouad Twal[11]
- actuellement: Pierbattista Pizzaballa[12]

### Secrétaires généraux
- 1987-2013 : Claudette Habesch[13]
- 2013-2017 : Raed Abusahlia[14]
- 2017-2022 : Bridget Tighe[15]
- 2022-actuellement : Anton Asfar[16]